# Louis Lallemant (jésuite)
Pour les articles homonymes, voir Louis Lallemant et Lallemant.
Louis Lallemant, né le 1er novembre 1588 à Châlons-sur-Marne (France) et décédé le 5 avril 1635 à Bourges (France), est un prêtre jésuite et théologien français. Longtemps maître des novices et instructeur du 'Troisième An' jésuite il est l'auteur de la première importante synthèse de spiritualité ignacienne. Elle a été composée entre 1620 et 1630.

## Biographie

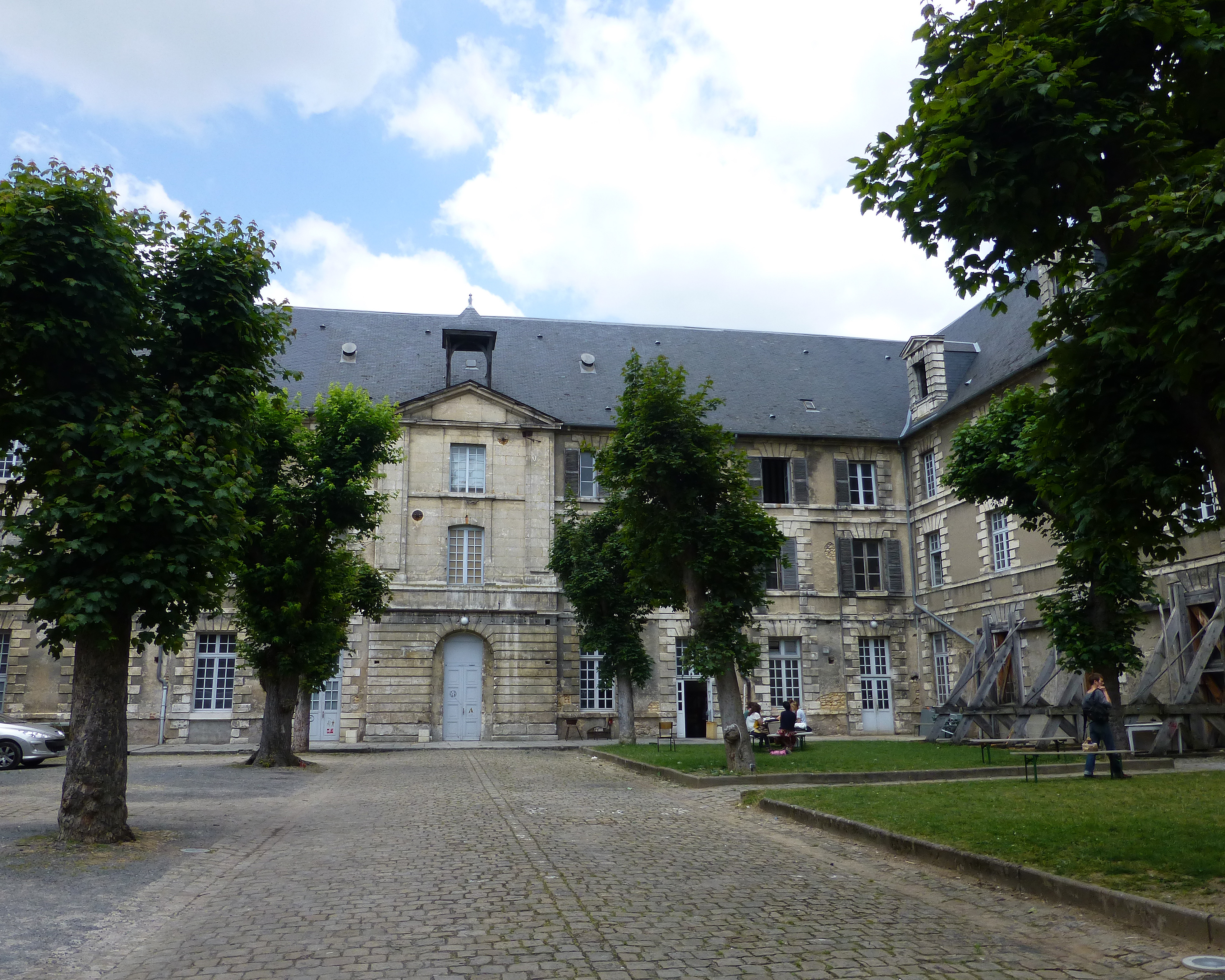
Vue de l'ancien collège jésuite de Bourges

Fils d'un bailli, le jeune Louis Lallemant mène une enfance pieuse. Son père l'envoie étudier chez les jésuites de Bourges. Louis Lallemant entre dans la Compagnie de Jésus en 1605. Il fait son noviciat à Nancy, ses années d'études philo-théologiques à Pont-à-Mousson (dans le duché de Lorraine) avant d'être ordonné prêtre en 1614 à Paris.
Lallemant enseigne dans divers collèges la philosophie et les mathématiques (pendant quatre ans), puis la théologie morale et ensuite la scolastique (pendant deux ans au collège de Clermont à Paris. Il est quatre ans recteur au noviciat et maître des novices ; trois ans directeur du second noviciat (c'est-à-dire directeur spirituel du Troisième An qui termine la formation jésuite) — c'est la grande époque de sa vie — préfet des hautes études, et quelques mois recteur du collège Sainte-Marie de Bourges, où il meurt emporté en quelques mois le jeudi saint à l'âge de quarante-sept ans.
Le Père Champion le décrit comme étant de haute taille et bien bâti, châtain mais le front très dégarni, d'un visage ovale et agréable et des joues prêtes à s'enflammer. Il était d'un naturel égal et recueilli. Il compare son influence chez les jésuites français de l'époque à celle en Espagne du Père Alvarez (1533-1580), qui était le directeur spirituel de sainte Thérèse. Mais le Père Champion ajoute que ses supérieurs préféraient mettre en avant le pragmatisme et l'ascétisme jésuites d'autres pères (par exemple Bourdaloue), plutôt que les tendances « mystiques » du Père Lallemant et de son école.

## Œuvre
À part quelques lettres qui subsistent, Louis Lallemant n'a laissé aucun ouvrage écrit directement. Toute sa pensée « mystique » (le texte de ses conférences) a été recopié par l'un de ses élèves, le P. Jean Rigoleuc et résumée à la marge par le P. Surin, dont les notes figurent dans les éditions. Cette Doctrine spirituelle a connu vingt-cinq éditions en français, au moins, et demeure la référence majeure pour les historiens de la mystique française, tels que Henri Bremond ou Louis Cognet.
Ignace de Loyola, le fondateur de la Compagnie de Jésus, n'a pas laissé de traité spirituel (au sens classique du mot), contrairement par exemple à sainte Thérèse d'Avila. Ses Exercices spirituels sont plutôt un parcours de  discernement spirituel de la volonté de Dieu, dans la prière systématiquement organisée. Le Père Gagliardi, vers 1580, a écrit quelques cahiers sur la spiritualité ignacienne, mais ces manuscrits ne circulaient que dans des cercles restreints. C'est donc à Louis Lallemant que l'on doit aujourd'hui la première synthèse à propos de l'esprit ignacien. Le Père Champion de La Mahère découvre en 1694 les notes de conférences du Père Rigoleuc et les fait publier pour la première fois, après les avoir classées en sept doctrines. Certains de ses traités, comme « De la garde du cœur », avaient été auparavant faussement attribués au Père Rigoleuc ; le Père Salin, dans une dernière édition de 2011, rétablit une édition intégrale.
Selon Salin, la doctrine de Louis Lallemant est avant tout une doctrine de la docilité au Saint Esprit au sein de la vie et de l'action. Il s'agit donc d'une doctrine du discernement, c'est-à-dire de faire le choix qu'il convient chaque jour de sa vie en toute liberté.
Le pape François a déclaré en 2013 avoir été fort influencé par la doctrine spirituelle du Père Lallemant, ainsi qu'il est rapporté dans le livre d'entretiens qu'il a eus avec le directeur de la Civiltà Cattolica, Antonio Spadaro, traduit en vingt-cinq langues, dont le français.

## Citation
- « Parler sans cesse de grâces extraordinaires, de visions, de révélations, n'avoir que cela à l'esprit, s'appliquer peu à connaître et à régler les mouvements de son cœur, manquer de simplicité et de candeur envers ses supérieurs et ses directeurs, ne vouloir s'occuper dans l'oraison que de la divinité et nullement de l'humanité sainte de Notre Seigneur, avoir une conduite et des sentiments contraires à la doctrine et aux pratiques de la sainte Église, sont des marques d'une âme trompée »[9].
- « Si un prédicateur n'est pas un homme d'oraison, il ne fera jamais de grand fruit, parce que ses prédications, pour le regard du dessin, des pensées, du style, du geste, et pour les vues imparfaites et les intentions impures qu'il aura eus en tout cela, seront pleines de péchés, du moins véniels. Le profit des auditeurs dépend extrêmement de la vertu du prédicateur et de son union avec Dieu, qui lui peut donner en un quart d'heure d'oraison, plus de pensées, et de pensées plus propres pour toucher les cœurs, qu'il n'en trouverait en un an de lecture et d'étude. »[10].

## Disciples
Parmi les disciples du Père Lallemant, Henri Bremond, dans son Histoire du sentiment religieux, outre Rigoleuc et Jean-Joseph Surin, évoque Jacques Nouet et distingue Paul Le Jeune et Paul Ragueneau, partis ensuite évangéliser les peuples de Nouvelle-France, et peut-être le bienheureux Julien Maunoir.